# Championnat d'Italie de balle au tambourin
Le Championnat d'Italie de balle au tambourin comporte une élite de douze clubs évoluant en « Serie A ». La saison débute en mars et s'achève en octobre. 

## La compétition
Le championnat comprend deux phases. La phase régulière où les douze équipes s'affrontent en matches aller - retour de mars à juillet. Les huit premiers de la saison régulière participent aux play-offs en septembre et octobre pour l'attribution du titre. Les quatre derniers de la phase régulière prennent part à la poule de maintien. La Série B qui constitue le deuxième niveau de compétition comprend deux groupes de 12 clubs chacun.
Le champion et le vice-champion sont qualifiés pour la Coupe d'Europe des clubs champions qui met aux prises clubs français et italiens chaque année depuis 1996.

## Histoire
Depuis 1896, 96 éditions se sont tenues. Avec douze titres entre 1898 et 1920, le club de Barabino-Sampierdarenese détient le palmarès le plus important.
L'Unione Sportiva Callianetto reste sur neuf titres consécutifs (2002-2010). 

## Les clubs de l'édition 2010
- Unione Sportiva Callianetto
- ASD Mezzolombardo
- ASD Solferino
- ASD Cremolino
- ASD Sommacampagna
- AT Medole
- US Cavrianese
- AT Ennio Guerra Castellaro
- Tamburella Ceresara
- AT Fumane
- Carpeneto
- Malavincina